# Salvador Mazza
Salvador Mazza (Buenos Aires, giugno 1866 – Monterrey, 9 novembre 1946) è stato un medico e batteriologo argentino, nato da genitori italiani originari di Palermo.
Studiò per tutta la vita la tripanosomiasi americana in Argentina, dove era diffusa in modo endemico, con grandi contributi scientifici per la conoscenza della malattia, soprattutto negli aspetti clinici. In Argentina la parassitosi viene chiamata "morbo di Chagas-Mazza", in suo onore. Diede anche il nome alla dacrioadenite nella fase acuta della malattia (segno di Mazza-Benítez).
Probabilmente affetto dalla forma cardiaca cronica della malattia che studiò per tutta la vita, morì per arresto cardiaco durante un congresso a Monterrey, in Messico, il 9 novembre del 1946.

## Biografia

### Gli studi universitari
Nato a Buenos Aires, trascorse l'infanzia a Rauch, nella provincia della capitale argentina.
Finiti gli studi superiori, tentò di entrare nella scuola della Marina Militare Argentina, ma fu scartato alla visita medica. 
Si iscrisse, quindi, alla Facoltà di Medicina dell'Università di Buenos Aires e, durante gli studi, fu ispettore sanitario e si occupò delle campagne di vaccinazione nella Provincia di Buenos Aires. 
Si laureò in Medicina nel 1910, anno in cui, assieme a Rodolfo Kraus, sviluppò un vaccino antitifico in una sola somministrazione.
Diventò microbiologo clinico e anatomopatologo. Dopo essere stato per qualche tempo a capo del laboratorio dell'Isola Martín García, a Nord di Buenos Aires, nel Río de la Plata, dove venivano trattenuti in quarantena gli immigranti all'ingresso in Argentina, abbandonò l'incarico per andare in vari Paesi d'Europa, per approfondire le sue conoscenze nel campo della profilassi delle malattie infettive, della sanità militare e della microfotografia.

### Ricercatore in Europa
Nel 1916, nel pieno della I guerra mondiale, l'esercito argentino lo incaricò di studiare le malattie infettive in Germania e nell'Impero Austro-ungarico. Durante questo periodo conobbe Carlos Chagas, recente scopritore della tripanosomiasi americana. 
Al suo ritorno in Argentina nel 1920 venne nominato direttore del laboratorio centrale dell'"Hospital Nacional de Clínicas" e titolare della cattedra di Batteriologia della Facoltà di Medicina di Buenos Aires. 

### In Francia e in Tunisia
Con la moglie Clorinda Brigida Razori, che fu sua assistente per tutta la vita, nel 1923 partì per la Francia, per un altro periodo di studi di perfezionamento: a questo scopo si recò a Tunisi presso la filiale tunisina dell'Istituto Pasteur, diretta dal batteriologo ed entomologo Charles Nicolle, premio Nobel per la medicina nel 1928, che ai tempi era considerato un "secondo Pasteur", famoso per i suoi studi sul tifo esantematico. 

### Direttore dell'Istituto di chirurgia a Buenos Aires
Dopo un anno e mezzo ritornò a Buenos Aires dove fu nominato direttore del Laboratorio e del Museo dell'Istituto di Chirurgia Clinica della Facoltà di Medicina di Buenos Aires. 
Nel 1925 Mazza invitò e ospitò in Argentina il suo maestro francese Nicolle, interessato allo studio delle malattie autoctone del Nord dell'Argentina.
Nicolle si rese contò dell'inadeguatezza con cui il problema veniva affrontato in quelle regioni ed appoggiò, pertanto, Mazza nella sua intenzione di creare un istituto per la ricerca e la diagnosi delle malattie autoctone sudamericane, molte delle quali poco o per nulla conosciute. 

### La Missione di Studi patologici
Nel 1926 la Facoltà di Medicina di Buenos Aires istituì la Missione di Studi di Patologia Regionale Argentina (MEPRA), a Jujuy, nell'edificio della missione "Mazza" e nel poi famoso laboratorio "E.600", attrezzato su vagone ferroviario, e ne fece direttore Salvadòr Mazza. In questo modo la MEPRA si poteva spostare su rotaia in tutto il Paese: per i suoi studi sconfinò anche in Bolivia e Cile. 
Nello stesso anno, Mazza diagnosticò i primi casi argentini di tripanosomiasi americana e di leishmaniosi tegumentaria americana.
Ovunque andasse il MEPRA, diffondeva le nuove scoperte sulla tripanosomiasi tra i medici e le popolazioni locali, al fine di limitare la diffusione della malattia.

### Il contatto con Fleming
Nel 1942, Mazza contattó Alexander Fleming, scopritore della penicillina, con lo scopo di organizzare la produzione sperimentale del nuovo antibiotico in Argentina, che dopo molte difficoltà riuscì nel 1943. 
Il governo argentino ignorò le scoperte e gli sforzi di Salvador Mazza, nonostante non fosse disponibile in tutta l'Argentina una sola ampolla di penicillina, la cui produzione straniera era tutta dirottata sui campi di battaglia della II guerra mondiale.

## Memoria
- La sua vita esemplare è raccontata nel film argentino chiamato Casas de Fuego (Case di Fuoco).
- In suo onore la città più settentrionale dell'Argentina porta il suo nome e cognome: Profesor Salvador Mazza.